# Wang Jin-pyng
Wang Jin-pyng (ur. 17 marca 1941 w Kaohsiung) – tajwański polityk, przewodniczący Yuanu Ustawodawczego w latach 1999-2016.
Z wykształcenia jest matematykiem, ukończył National Taiwan Normal University. Od 1976 roku zasiada w Yuanie Ustawodawczym. W latach 1993–1999 był jego wiceprzewodniczącym, zaś od 1999 roku pełnił funkcję przewodniczącego. Na przewodniczącego Yuanu Ustawodawczego został wybrany podczas czterech kolejnych kadencji izby, także w okresie gdy jego partia, Kuomintang, znajdowała się w opozycji.
Od 2000 do 2005 roku był wiceprzewodniczącym Kuomintangu. W 2005 roku ubiegał się o stanowisko przewodniczącego tej partii, przegrał jednak z Ma Ying-jeou. W 2008 roku ponownie przegrał z Ma rywalizację o nominację z ramienia KMT w wyborach prezydenckich.
We wrześniu 2013 roku został oskarżony przez prezydenta Ma Ying-jeou o nadużycie władzy po tym, jak miał rzekomo wywierać naciski na prokuratorów prowadzących śledztwo przeciwko politykowi Demokratycznej Partii Postępowej Ker Chien-mingowi. Został usunięty z Kuomintangu i funkcji przewodniczącego Yuanu Ustawodawczego. Wang odwołał się do sądu, który uznał usunięcie go ze stanowiska za nieważne.